# Amore in quarantena
Amore in quarantena anche noto come C'era una volta un re (Just Suppose) è un film muto del 1926 diretto da Kenneth S. Webb, tratto dalla commedia teatrale Just Suppose di A. E. Thomas che, a Broadway, interpretata da Leslie Howard, andò in scena all'Henry Miller's Theatre dal 1º novembre 1920 al gennaio 1921.

## Trama
Negli Stati Uniti, Rupert, principe di Koronia, annoiato dalla vita formale che ha condotto fino a quel momento, si innamora di una ragazza americana, Linda Lee Stafford. Il loro romanzo d'amore viene però interrotto quando Rupert è richiamato di gran fretta in patria: il principe ereditario è morto e adesso è lui il nuovo erede al trono e a corte gli stanno già preparando un matrimonio principesco. Prima però che la cerimonia abbia luogo, arriva la notizia che la vedova del principe morto ha dato alla luce due gemelli: sono loro i legittimi eredi al trono. Rupert, libero dai legami di corte, può finalmente riunirsi a Linda Lee che, nel frattempo, è giunta in Europa.

## Produzione
Il film fu prodotto dall'Inspiration Pictures.

## Distribuzione
Il copyright del film, richiesto dalla Inspiration Pictures, fu registrato con il numero Lp22239.
Distribuito dalla First National Pictures, il film uscì nelle sale cinematografiche statunitensi il 10 gennaio 1926. In Finlandia, venne distribuito il 9 aprile 1928 mentre in Austria prese il titolo di Das Königreich der Liebe.
Copia della pellicola è conservata negli archivi dell'UCLA.